# Raphia pallula
Raphia pallula är en fjärilsart som beskrevs av Edwards 1886. Raphia pallula ingår i släktet Raphia och familjen nattflyn. Inga underarter finns listade.